# Sulo Salmi
Sulo Salmi (Vaasa, Finlandia, 4 de marzo de 1914-ibidem, 29 de abril de 1984) fue un gimnasta artístico finlandés, campeón olímpico en Berlín 1936 en barra horizontal y campeón olímpico en Londres 1948 en el concurso por equipos.

## Carrera deportiva
En las Olimpiadas celebradas en Londres en 1948, consiguió el oro en equipos, por delante de suizos y húngaros, siendo sus compañeros de equipo: Paavo Aaltonen, Veikko Huhtanen, Kalevi Laitinen, Olavi Rove, Aleksanteri Saarvala, Heikki Savolainen y Einari Teräsvirta.